# Arky Vaughan
Joseph Floyd « Arky » Vaughan, né le 9 mars 1912 à Clifty et mort le 30 août 1952 à Eagleville, était un joueur américain de baseball, jouant au poste d'arrêt-court.
Il joua pour les Pirates de Pittsburgh (1932–1941) où il aura pour mentor Honus Wagner, et les Dodgers de Brooklyn (1942–1943 puis 1947–1948).
Il fut sélectionné neuf fois comme All-Star (1934, 1935, 1936, 1937, 1938, 1939, 1940, 1941 et 1942) et a été intronisé au Temple de la renommée du baseball en 1985.